# Пенітенціарна академія України
Пенітенціа́рна акаде́мія Украї́ни (кол. Акаде́мія Держа́вної пенітенціа́рної слу́жби) — заклад вищої освіти Міністерства юстиції України, який готує фахівців для Державної кримінально-виконавчої служби України освітньо-кваліфікаційного рівня «бакалавр» та «магістр» на денній та заочній формах навчання.

## Історія
Як спеціалізований навчальний заклад розпочав свою історію 15 вересня 1978 року, коли наказом МВС СРСР у м. Чернігові була створена школа удосконалення начальницького складу міліції. За час її існування пройшли курс підготовки та підвищення кваліфікації понад 16 тисяч співробітників органів внутрішніх справ та органів і установ виконання покарань.
Після проголошення незалежності України постановою Кабінету Міністрів від 15 квітня 1992 року № 197 створено Чернігівське училище внутрішніх справ МВС України. З цього часу починається його розвиток і становлення як вищого навчального закладу.
Віховим в його історії став 1999 рік. Постановою Кабінету Міністрів України від 29 червня № 1161 училище підпорядковується щойно створеному центральному органу виконавчої влади з питань виконання покарань — Державному департаменту України з питань виконання покарань. Відтоді навчальний заклад забезпечує підготовку кадрів виключно для пенітенціарної системи України.
Унаслідок реорганізації (перейменування) Чернігівського юридичного училища Державного департаменту України з питань виконання покарань, відповідно до наказу Департаменту від 30 грудня 2002 року № 271, навчальний заклад набув статусу коледжу. З 1999 року в його структурі функціонує відділення заочного навчання та підвищення кваліфікації працівників.
На виконання розпорядження Кабінету Міністрів України від 21 жовтня 2015 року № 1111-р Чернігівський юридичний коледж Державної пенітенціарної служби України було перетворено на Академію Державної пенітенціарної служби.
Відповідно до наказу Міністерства юстиції України №3548/5 від 06.10. 2023 року Академію Державної пенітенціарної служби перейменовано в Пенітенціарну академію України.
За час діяльності навчального закладу з 1992 року пройшли курс навчання та отримали дипломи більше 2 тис. випускників. Підвищили власну кваліфікацію близько 1 тис. співробітників кримінально-виконавчої інспекції та оперативних працівників системи виконання покарань.

## Сьогодення ЗВО
Сьогодні в Академії навчається біля однієї тисячі осіб за денною та заочною формами навчання. Підготовка фахівців здійснюється за державним замовленням за спеціальністю «Правоохоронна діяльність», «Психологія» та напрямом підготовки «Право». Навчально-виховний процес забезпечують 6 циклів, які об'єднують 226 співробітників. З них мають наукові ступені та вчені звання: 11 доктор наук, 38 кандидатів, доцентів. З метою забезпечення ґрунтовного підходу до наукових досліджень, що проводяться педагогічними працівниками Академії, підготовки власних наукових кадрів, Академія залучена до розробки проблем реформування та розвитку Державної кримінально-виконавчої служби України, до дисертаційних досліджень, в першу чергу, у сфері правових засад її діяльності та виконання кримінальних покарань. Протягом останніх п'яти років за матеріалами досліджень захищено понад 10 дисертацій на здобуття наукових ступенів кандидатів наук (3 юридичних, 1 — з державного управління), видано 8 монографій, 12 навчальних посібників, десятки методичних розробок. Вагомі здобутки у галузі кримінально-виконавчого права здобули викладачі Академії к. держ. упр. М. М. Ребкало, д. ю. н., доцент С. І. Халимон, к. ю. н. Р. М. Підвисоцький, к. ю. н. С. В. Царюк співавтори науково-практичного коментаря до Кримінально-виконавчого кодексу України. Виходячи із нагальних проблем удосконалення підготовки фахівців для Державної кримінально-виконавчої служби України, в Академії, поряд із вже діючою компонентою стандартів вищої освіти навчального закладу, розроблені та реалізуються концептуальні та програмні документи: «Програма підвищення якості навчання курсантів (слухачів) Академії», «Програма запровадження кредитно-модульної системи організації навчального процесу» та інші.
Невід'ємною умовою переходу на кредитно-модульне навчання є інтенсифікація викладання навчальних дисциплін, створення належних умов для самостійної роботи курсантів (слухачів) Академії, що має на меті отримання особами, які навчаються в Академії, знань та умінь, набуття навичок навчання у вищій школі та практичної діяльності в органах і установах виконання покарань на якісному рівні, що відповідає вимогам ECTS, сучасним умовам інтеграції Державної кримінально-виконавчої служби України у Європейський простір.
У Академії впроваджуються у навчальний процес новітні технології навчання (комп'ютеризація навчально-виховного процесу, приєднання до єдиної електронної освітньо-наукової мережі, розвиток електронних бібліотек, доступ до мережі Інтернет, мультимедійна система дистанційного навчання); використовуються сучасні комп'ютерні технології, інтерактивні методи та форми проведення навчальних занять і подання навчального матеріалу (функціонування двох сучасних комп'ютерних класів, локальної комп'ютерної мережі коледжу, розміщення в ній інтерактивних методичних комплексів навчальних дисциплін); удосконалюється самостійна робота курсантів і слухачів, посилюється індивідуальна робота з ними (факультативне навчання, циклова гурткова робота, участь у студентських конференціях та конкурсах курсантської творчості, створення на громадських засадах науково-творчого товариства Академії).
У Академії створена сучасна навчально-матеріальна база та продовжується робота над удосконаленням необхідної інфраструктури. У 2007 році розпочато будівництво сучасного 5-ти поверхового гуртожитку для курсантів та слухачів на території Академії.
На сьогодні Академія має їдальню, пункт охорони здоров'я, 2 бібліотеки, 2 читальні зали, 2 лекційні зали, 2 сучасні комп'ютерні класи, конференц-залу, тренажерну залу, фізкультурно-оздоровчий комплекс.
Для забезпечення процесу навчально-виховної та соціально-психологічної роботи в Академії запроваджено систему проведення традиційних патріотично-виховних і культурно-просвітницьких заходів: концертних програм, тематичних вечорів відпочинку, виставок творчих робіт, екскурсій пам'ятками культури України, зустрічей з видатними діячами культури, науки, спорту, ветеранами Другої Світової війни, бойових дій в Афганістані, ліквідаторами наслідків аварії на Чорнобильській АЕС, ветеранами Державної кримінально-виконавчої служби України. У Академії розвивається художня самодіяльність, функціонує вокально-інструментальний ансамбль, духовий оркестр і танцювальний гурток. Набули визнання в м. Чернігові виступи команди КВК Академії.
З метою формування у курсантів політико-правової, морально-естетичної культури, дотримання норм професійної етики, патріотизму, гуманізму та дисциплінованості в Академії реалізується програма «Вихідний день на курсі», яка дозволяє урізноманітнювати форми дозвільної діяльності, виходячи з потреб конкретної особи та підтримувати морально-психологічний клімат у колективі, що сприяє успішному навчанню та вихованню курсантів (слухачів).
Спортивна діяльність Академії спрямована на підвищення авторитету Державної кримінально-виконавчої служби України в очах громадськості, вболівальників, а також у професійному середовищі зарубіжних країн. У Академії працюють та навчаються 3 майстри спорту, а також кандидати у майстри спорту — учасники та переможці чемпіонатів України. На базі навчального закладу щорічно відбуваються чемпіонати Державної кримінально-виконавчої служби України з рукопашного бою. Курсанти Академії — неодноразові переможці цих чемпіонатів. Крім того, у Академії функціонують секції легкої атлетики, кульової стрільби, футболу, волейболу, рукопашного бою, боротьби самбо, дзюдо, гирьового спорту.
З метою подальшого розвитку демократичних основ діяльності навчального закладу та розширення прав курсів і навчальних груп у вихованні, організації процесу навчання, науково-дослідної роботи, побуту та дозвілля в Академії створені органи курсантського самоврядування (рада Академії та ради курсів). Їх головне завдання — вивчення потреб, інтересів курсантів та надання керівництву курсу та Академії пропозицій щодо організації та проведення просвітницьких, естетичних, культурно-масових, спортивних та інших заходів для забезпечення всебічного гармонійного розвитку особистості, а також належна оцінка вчинків порушників службово-військової дисципліни та попередження їх через профілактичну роботу.
Однією із форм підвищення пізнавальної активності курсантів та удосконалення їх підготовки до практичної діяльності в органах та установах Державної кримінально-виконавчої служби України є залучення їх до наукової роботи. Традиційно в Академії організовується та проводиться конкурс курсантських наукових робіт. Представники курсантської науки Академії відзначались на різноманітних студентських національних наукових форумах.
Вимогою часу є необхідність подальшого зміцнення престижу Державної кримінально-виконавчої служби, невід'ємною частиною якої є Академія Державної пенітенціарної служби. Тому, одним із пріоритетних завдань навчального закладу є розвиток зв'язків із громадськістю, широке використання можливостей регіональних та центральних засобів масової інформації. Все це дозволяє вкотре продемонструвати, що Державна кримінально-виконавча служба України є самодостатньою відкритою системою, що застосовує сучасні підходи до кадрової політики, в тому числі, й через функціонування відомчих навчальних закладів.
У різні роки навчальний заклад очолювали: І. С. Демченко, В. П. Синиця, І. Ю. Шутяк, М. О. Прохоренко, О. В. Євдокимов, В. І. Свинарьов, К. О. Гречанюк, О. І. Олійник, О.Тогочинський.
20 серпня 2019 року Міністерство юстиції розірвало контракт з О.Тогочинським підставою для такого рішення стала низька якість підготовки фахівців. Одночасно виконуючим обов'язки ректора призначено доктора юридичних наук, професора Тетяну Денисову. О.Тогочинський відмовився визнавати наказ Т.Денисову не допустив до робочого місця, наказ мін'юсту оскаржив у окружному адміністративному суді. Слухання справи призначено на 11.09.2019 р.